# Pál Závada
Pál Závada (n. 14 decembrie 1954, Tótkomlós, Békés, Ungaria) este un scriitor, editor și sociolog maghiar.
Opera cea mai apreciată de publicul cititor:  Jadviga párnája (Perna Jadvigăi) (1997)

## Opere literare
- Kulákprés. Család- és falutörténeti szociográfia. Tótkomlós 1945-1956(Presiunea asupra chiaburilor - Sociografie de familie și studiu rural, Tótkomlós, anii 1945-1956 (apărut în 1986)
- Statárium (sociografie, cu Sipos András, Institutul de cercetări sociologice, 1989)
- Mielőtt elsötétül (Înainte de a se înnopta/ nuvele, Ed. Jelenkor, 1996)
- Jadviga párnája (roman, Ed. Magvető, 1997)
- Milota (roman, 2002)
- A fényképész utókora (Vremurile de apoi ale fotografului/roman, Ed.Magvető 2004)
- Idegen testünk (Corpul nostru străin - 2008)